# Sphaeromanus pugnator
Sphaeromanus pugnator är en stekelart som beskrevs av Aubert 1979. Sphaeromanus pugnator ingår i släktet Sphaeromanus och familjen brokparasitsteklar. Inga underarter finns listade i Catalogue of Life.